# James Tour
James Tour es un químico orgánico sintético, especializado en la orgánica sintética y organometálica. El Dr. Tour es profesor de Química, Ingeniería mecánica, ciencias de materiales y ciencias de la computación en la universidad de Rice en Houston, Texas, Estados Unidos. La investigación científica de Tour incluye áreas de nanoelectrónica, electrónica del grafeno, captura de CO2  y la síntesis de nanomaquinas moleculares. Además, Tour fue nombrado entre "Los 50 científicos más influyentes en el mundo de hoy" por TheBestSchools.org en 2014, así como "Científico del año" por R&D Magazine en el 2013.

## Carrera
James Tour es graduado en ciencias químicas por la Universidad de Siracusa, B.S (1981) y doctorado en química orgánica y organometálica sintética de la Universidad de Purdue (1986) posee una formación postdoctoral en química orgánica sintética en la Universidad de Wisconsin (1986-87), en química organometálica con el Profesor Barry M. Trost  y  en la Universidad de Stanford. Tour trabajó en los Institutos Nacionales de la Salud (1987-1988) junto con el profesor Barry M. Trost, dentro de su experiencia profesional destacan su participación como profesor asistente del departamento de química y bioquímica de la universidad de Columbia en Carolina del sur (1988-1992), además de ser director asociado de la Sociedad Americana de Química en la división de polímero y secretario de ciencias de materiales (1991-1995). perteneció también al grupo de investigación en ciencia de la defensa Nacional de 1997 a 1999. A partir de ese año y hasta la actualidad se desarrolla como profesor de Química, Ingeniería Mecánica, Ciencias de los materiales y  ciencias de la computación de la Universidad Rice en el Instituto Smalley de Nanotecnología de Ciencia y Tecnología, de Houston, Texas. En el año 2001, Tour firmó el Discovery Institute ' A Scientific Dissent From Darwinism' , una controvertida petición que el movimiento del diseño inteligente utiliza para promover al diseño inteligente en contra de la evolución darwiniana. Esa disidencia está formada por científicos que son escépticos a la afirmación de que mutaciones y selección natural producen macroevolución y hacen desarrollar nuevas especies produciendo mayor biodiversidad.
También había dicho que sentía que las explicaciones ofrecidas por la evolución eran incompletas, y le resultaba difícil creer que la naturaleza puede producir la maquinaria de las células a través de procesos aleatorios. Tour diferencia entre microevolución (cambios limitados que sufren las especies) y macroevolución (cambios ilimitados que producen nuevos y diferentes tipos de especies) Tour dijo que "De lo que puedo ver, la microevolución es un hecho" y "no hay ningún argumento en contra con respecto a la microevolución". "El núcleo del debate para mí, por lo tanto, es la extrapolación de la microevolución a la macroevolución". 
En el libro de Lee Strobel, El caso de la fe, el siguiente comentario se atribuye a Tour: "Construyo moléculas para ganarme la vida, no puedo comenzar a decirles cuán difícil es ese trabajo. Estoy asombrado de Dios por lo que lo ha hecho a través de su creación. Sólo un novato que no sabe nada sobre ciencia diría que la ciencia se aleja de la fe. Si realmente estudias ciencia, te acercará más a Dios".

## Publicaciones destacadas
Tour cuenta con alrededor de 500 publicaciones de investigación y más de 60 patentes, con un índice h = 97 (85 por ISI Web of Science) con citas totales de = 46000 (Google Scholar). Clasificado entre los 10 mejores químicos en el mundo durante la última década, por la firma Thomson Reuters citas por índice de la publicación.
1. más consultados Artículo de Revista de la Sociedad Química Americana en 2005, "Control direccional accionada térmicamente en una sola molécula nanocarros "

En 2005, el artículo de una revista del Tour " control direccional en térmicamente conducido con una sola molécula nanocarros " fue clasificado como el artículo más accedidos Diario de la Sociedad Química Americana. [ 28 ]
En el artículo de la revista Scientific American "Mejor Matar con química ", [ 23], que apareció unos meses después de los ataques del 11 de septiembre de Gira se acredita para poner de relieve el tema de la facilidad de obtención de precursores de armas químicas en los Estados Unidos.

## Reconocimientos
Desde el comienzo de su carrera ha obtenido diferentes reconocimientos tales como:
Licenciatura en Ciencias, cum laude, de la Universidad de Syracuse, 1981
Celanese Corporation de Becas de Postgrado en Química de la Universidad de Purdue, 1981-1982
Instituto Americano de Químicos Premio, 1981
Beca completa de IBM Corporation de Postgrado en Química de Polímeros de la Universidad de Purdue 1985-1986
Oficina Naval de Investigación Premio Joven Investigador de en química de polímeros, 1989-1992
Fundación Presidencial de Ciencia, Premio Nacional de Jóvenes Investigadores en química de polímeros, 1991-1996
Honda Premio a la Innovación, nanocarros, 2005
American Chemical Society, Southern Químico del Año 2005
Nanotech Briefs Nano 50 Premio a la Innovación 2006
Premio Feynman en Nanotecnología, 2008
Premio de la Ley Espacial de la NASA en el año 2008 por su desarrollo de nanotubos de carbono reforzado con elastómeros.
Premio a la nanotecnología Center de Houston Technology, 2009
Recientemente destacan el haber sido nombrado entre " Los 50 científicos más influyentes en el mundo de hoy " por TheBestSchools.org en 2014, así como "Científico del Año" por R & D Magazine, 2013  y obtener el premio George R. Brown para la Enseñanza Superior, de la Universidad de Rice, 2012  y el Premio Cátedra ACS Nano de la American Chemical Society, 2012.

## Otras contribuciones
Para la educación preuniversitaria, desarrolló el concepto NanoKids en la ciencia a nanoescala, dedicada a aumentar el conocimiento público del mundo respecto a la nanoescala, la investigación molecular emergente y la tecnología que se está expandiendo rápidamente a nivel internacional. Utilizando diseños de moléculas antropomorfas  sintetizados en el laboratorio, para instruir, motivar y entretener.
También ha desarrollado paquetes de Dance Dance Revolution y Guitar Hero científicos para la educación primaria y secundaria : SciRave ( www.scirave.org ), que luego se expandió a SciRave basado en Stemscopes ( https://web.archive.org/web/20140429045803/http://stemscopes.com/scirave/ ). El programa SciRave se ha elevado a ser el programa # 1 de mayor adopción en Texas para complementar la enseñanza de ciencias, y es utilizado actualmente por más de 450 distritos escolares y 40.000 profesores con más de 1 millón de descargas de los estudiantes.
Tour es el fundador y director de NanoJtech Consultants, LLC, se ha desempeñado como profesor visitante en la Universidad de Harvard, ha estado activo en el asesoramiento sobre diversos temas nacionales relacionados con la defensa, además de muchos otros comités profesionales y paneles
Es muy conocido por su trabajo en la electrónica molecular y las moléculas de conmutación molecular. También ha estado involucrado en otros trabajos, tales como la creación de un nanocoche y NanoKids, un DVD de aprendizaje interactivo para enseñar a los niños los fundamentos de la química y la física, SciRave, Dance Dance Revolution y paquetes de Guitar Hero para enseñar conceptos de ciencias para estudiantes de secundaria y SciRave -STEM para niños de primaria, y mucho trabajo en nanotubos de carbono y grafeno. [ 1 ] [ 2 ] [ 3 ] [ 4 ] el trabajo del Dr. Gira en materiales de carbono química es amplio y abarca la purificación de fullereno, [ 5 ] [ 6 ] compuestos, [ 7 ] [ 8 ] tintas conductoras de radiofrecuencias etiquetas de identificación, [ 9 ] [ 10 ] nanoreporters de carbono para identificar el aceite de fondo de pozo, [ 11 ] [ 12 ] la síntesis de grafeno de las cookies y los insectos, [13] los dispositivos electrónicos de grafito, [ 14 ] [ 15 ] la administración de fármacos de partículas de carbono para el tratamiento de la lesión cerebral traumática, [ 16 ] [ 17 ] y la fusión del grafeno 2D con nanotubos 1D para hacer un material híbrido unidos. [ 18 ] El Dr. tour se ha desarrollado con base de óxido memorias electrónicas que también pueden ser transparentes y construido sobre sustratos flexibles. [ 19 ] Su temprana carrera independiente centrado en la síntesis de polímeros conjugados y oligómeros precisas. [ 20 ] El Dr. tour fue también uno de los fundadores de la Electrónica Molecular Corporation. Él tiene citas conjuntas en los departamentos de química, ciencias de la computación y la ingeniería mecánica y ciencia de los materiales en la Universidad de Rice. Dr. tour recibió grados de la Universidad de Syracuse ( BS 1981), la Universidad de Purdue ( Doctorado, 1986 ) y completó su trabajo postdoctoral en la Universidad de Wisconsin- Madison ( 1986-1987) y la Universidad de Stanford (1987-1988 ) 

## Premios
Tour ganó el Premio Cátedra Nano ACS, de la Sociedad Americana de Química en 2012. Gira fue clasificado como uno de los 10 mejores químicos del mundo en la última década por Thomson Reuters en 2009. Ese año, él también se hizo miembro de la Asociación Americana para el Avance de la Ciencia. Otros premios notables ganados por tour incluyen el Premio 2008 Feynman en Nanotecnología, el Premio de la Ley Espacial de la NASA en el año 2008 por su desarrollo de nanotubos de carbono reforzado con elastómeros y Arthur C. Cope Scholar Award de la Sociedad Americana de Química por sus logros en la química orgánica en 2007. En 2005, el artículo de una revista del Tour " control direccional en térmicamente conducido con una sola molécula nanocarros " fue clasificado como el artículo más accedidos Diario de la Sociedad Química Americana. [ 28 ] Tour ha ganado dos veces el Premio George R. Brown de la Enseñanza Superior en la Universidad de Rice, en 2007 y 2012.